# Tour of Mevlana
Die Tour of Mevlana ist ein Straßenradrennen für Männer in der Türkei.
Das Etappenrennen fand erstmals im Jahr 1990 statt, in den 2000er Jahren mit mehreren Unterbrechungen, zuletzt von 2016 bis 2017. Die Strecke führt in drei bis vier Etappen um die Stadt Konya. Das Rennen ist seit 2015 in die UCI-Kategorie 2.2 eingestuft und gehörte bis 2021 zur UCI Europe Tour, ab 2022 ist es Teil der UCI Asia Tour.

## Sieger (ab 2015)
| Jahr | Sieger                          | Zweiter                        | Dritter             |
| ---- | ------------------------------- | ------------------------------ | ------------------- |
| 1990 | Aziz Ay                         | Ömer Ali Erikçi                | Ayhan Aytekin       |
| 1991 | Ayhan Aytekin                   | Ömer Ali Erikçi                | Cenk Tufan          |
| 1992 | Yılmaz Erpamukcu                | Erdinç Doğan                   | Hüseyin Tiğli       |
| 1993 | Krasimir Krilov                 | Alexander Pavlov               | Hüseyin Tiğli       |
| 1994 | Plaman Stojanow                 | Gabriel Toyev                  | Alexander Arakelian |
| 1995 | Ömer Ali Erikçi                 | Vladimir Sdaçenko              | Tamer Vural         |
| 1996 | Bakev Roman                     | Ghader Mizbani                 | Ahad Kazemi         |
| 1997 | Cenk Tufan                      | Ayhan Aytekin                  | Nevzat Kiral        |
| 1998 | Sergey Sergeev                  | Iwajlo Gabrowski               | V. Marakyon         |
| 1999 | Mert Mutlu                      | Krow Tehenko                   | Vassili Zaika       |
| 2000 | Mert Mutlu                      | Kemal Küçükbay                 | Gabriel Sorin Pop   |
| 2007 | Kemal Küçükbay                  | Swetoslaw Tschanliew           | Giorgi Nadiradze    |
| 2015 | Ahmet Örken                     | Bekir Baki Akırşan             | Gökhan Hasta        |
| 2018 | Onur Balkan                     | Iwan Balykin                   | Théry Schir         |
| 2019 | Batuhan Özgür                   | Ahmet Örken                    | Onur Balkan         |
| 2020 | Artur Stanislawowitsch Jerschow | Maxim Alexandrowitsch Piskunow | Vincent Louiche     |
| 2021 | Anatoliy Budyak                 | Ulises Castillo                | Carlos Quintero     |